# 大阪府高校生連合
大阪府高校生連合（おおさかふこうこうせいれんごう）とは、1968年から1969年にかけて、大阪府にあった高校生運動の組織。正式な名称は「大阪府高校生連絡協議会」、略称は大阪府高連。

## 概要
大阪府高連に参加していた高校生組織は、共産主義者同盟（ブント）の系列の社学同高校生委員会と、プロレタリア軍団の系列の暴力革命高校生戦線（通称「暴革」）だが、社学同高校委の指導権下にあり、実質的にはブントの高校生組織体のような存在でもあった。
1968年8月に東大安田講堂で開催された、ブント系高校生による、全国高校バリスト宣言集会を受けて、9月に大阪府立市岡高等学校の校長室が、大阪府高連と反帝高校生評議会（反帝高評）メンバーにより占拠された。これは高校生の運動における占拠行動では全国でも最初であり、1969年にも大阪府立清水谷高等学校の高校赤軍（赤軍派）と、アナキスト高校生連合（アナ高連、アナ革連系）が学校のバリケード封鎖を敢行した。当時はまだ、高校生運動の「英雄時代」であり、封鎖した各派の高校生たちに対しては、たくさんの差し入れやファン・レターもどきの応援の手紙が続々と舞込んだという。
当時高校生のデモ隊列は大学生の後ろに付くのが普通であったが、府高連は常に大学生より前に出て、機動隊に先に突っ込むので有名であった。
東大安田講堂攻防戦にも参加し、赤軍派大菩薩峠の蜂起準備訓練にも高校生でありながら参加し、中隊長になっていた者もいる。
大阪府高連は、市岡高校を最大の拠点校として、大阪の高校生運動に対する強い影響力を見せるが、他方では「府高連、親不孝れん」と揶揄されていた。

## 註
1. ↑  千坂恭二『思想としてのファシズム──「大東亜戦争」と1968』（彩流社 2015年）